# Barberino Tavarnelle

Barberino Tavarnelle est une municipalité italienne dispersée de la ville métropolitaine de Florence en Toscane. Elle a été créée le 1er janvier 2019 par la fusion des communes de Barberino Val d'Elsa et Tavarnelle Val di Pesa (siège municipal),.

## Géographie
Elle comprend un groupe de communes rurales situées à environ 20 km au sud de la ville de Florence, autour de la « route du Chianti » qui mène de Florence à Sienne.

## Histoire
La fondation de la commune, sanctionnée par le résultat positif du référendum confirmé par la loi régionale numéro 63/2018, a guéri plus d'un siècle de divisions administratives : jusqu'en 1892, en effet, une seule commune existait dans le territoire en question, qui portait le seul nom de Barberino : le hameau de Tavarnelle Val di Pesa avait alors demandé et obtenu de se constituer en commune autonome en 1892.

## Monuments et lieux d'intérêt

### Architecture religieuse

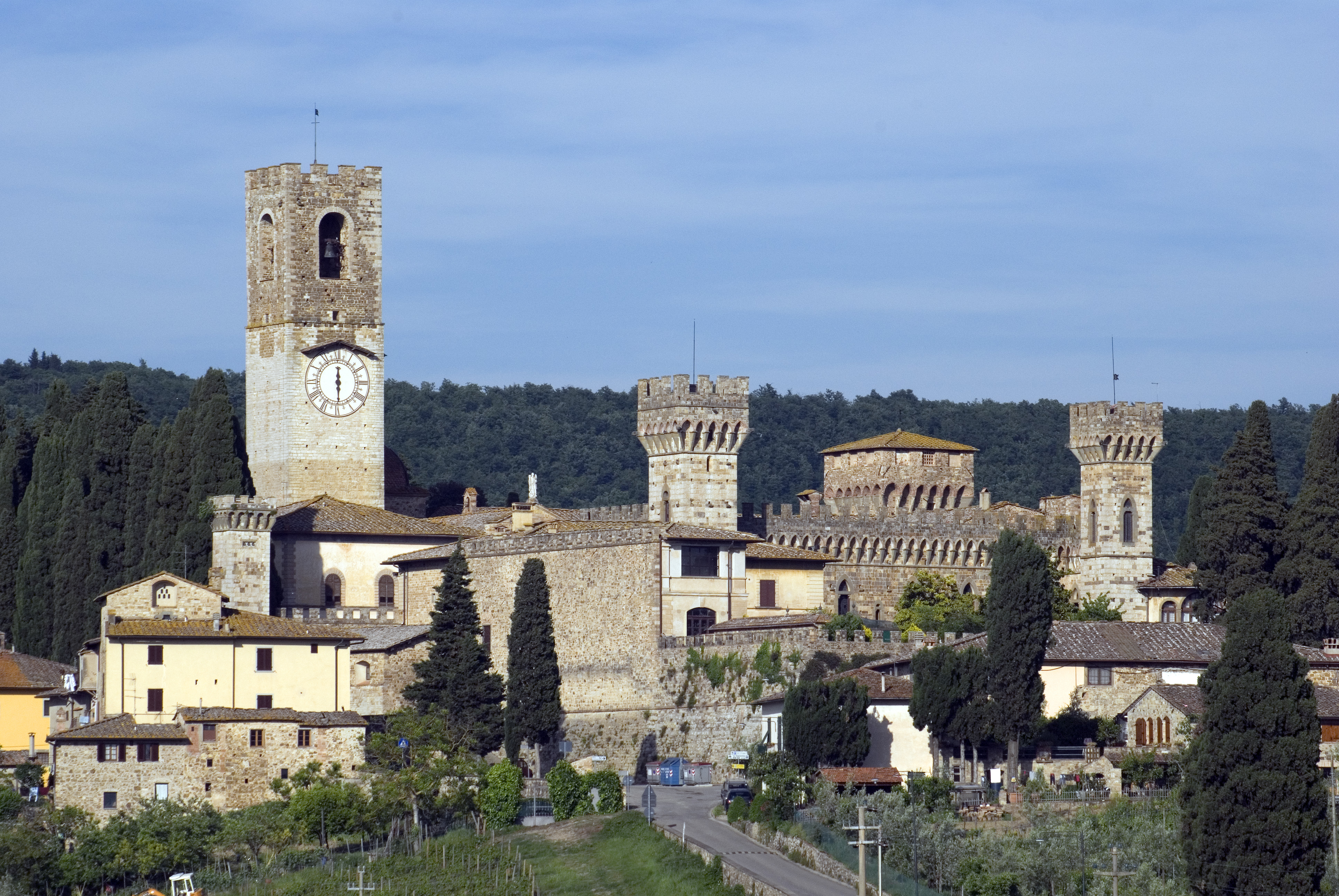
La Badia di Passignano.

- La Badia a Passignano est un ancien monastère qui existe depuis le début du Moyen Âge. À partir de 1049, elle rejoint l'Ordre de Vallombreuse. Le fondateur de l'ordre de Vallombreuse, saint Giovanni Gualberto, mort en 1073, est enterré dans la crypte, laquelle remonte à une construction romane antérieure.

### Architecture militaire
- Château de Paneretta
- Château de Linari

## Lesfrazioni
Badia a Passignano, Barberino Val d'Elsa, Bonazza, Casanuova del Piano, Chiostrini, Cipressino, Linari, Madonna di Pietracupa, Magliano, Marcialla (in parte), Monsanto, Morrocco, Noce, Palazzuolo, Pastine, Petrognano, Pontenuovo, Ponzano, Romita, Sambuca Val di Pesa, San Donato in Poggio, San Filippo a Ponzano, San Martino, San Michele, San Pietro in Bossolo, Sant'Appiano, Sosta del Papa, Spoiano, Tavarnelle Val di Pesa, Tignano, Vico d'Elsa, Vigliano, Zambra.

## Les communes limitrophes
Castellina in Chianti (SI), Certaldo, Greve in Chianti, Montespertoli, Poggibonsi (SI), San Casciano in Val di Pesa, San Gimignano (SI)

## Galerie

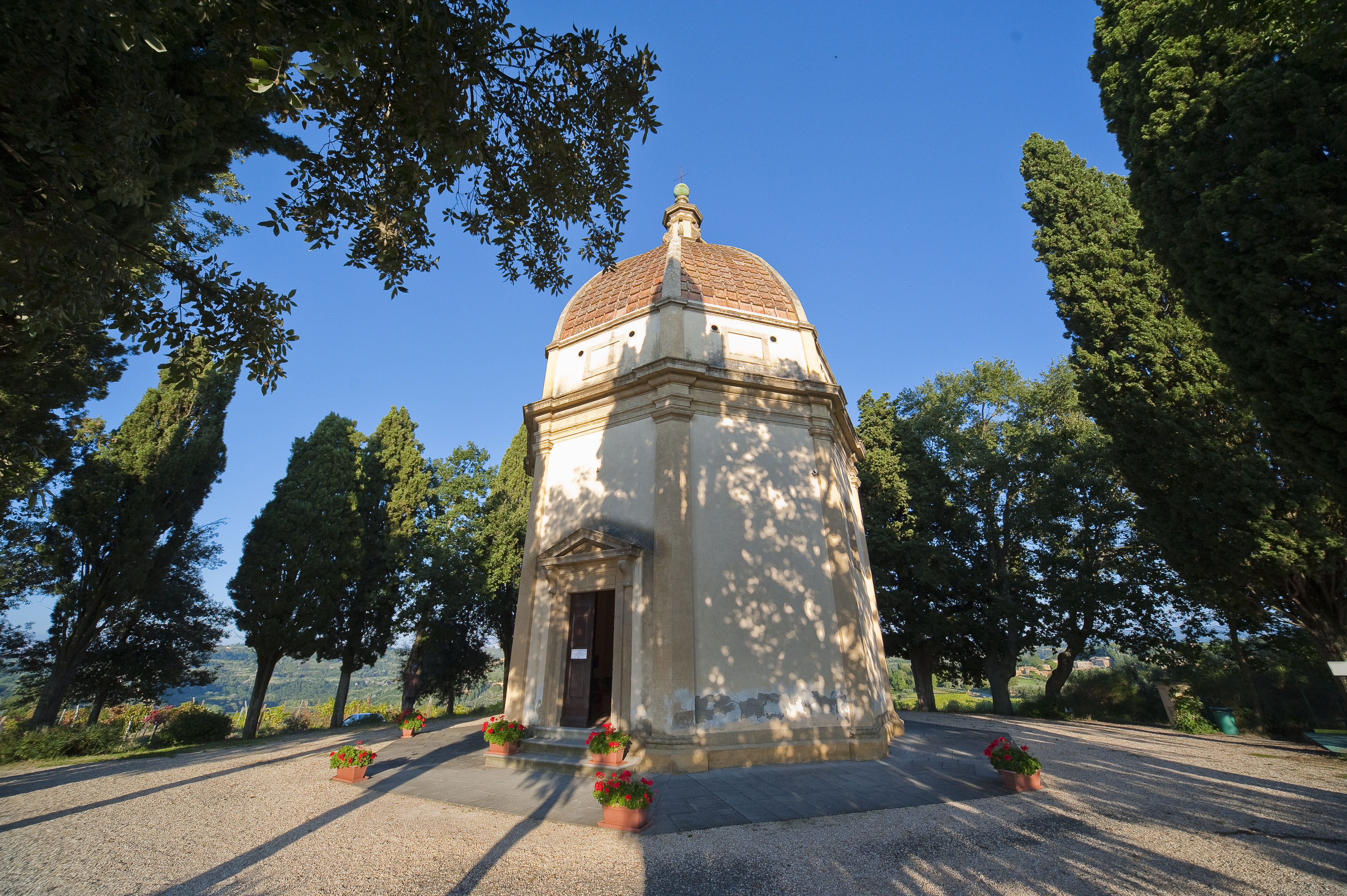
La chapelle de Saint Michel
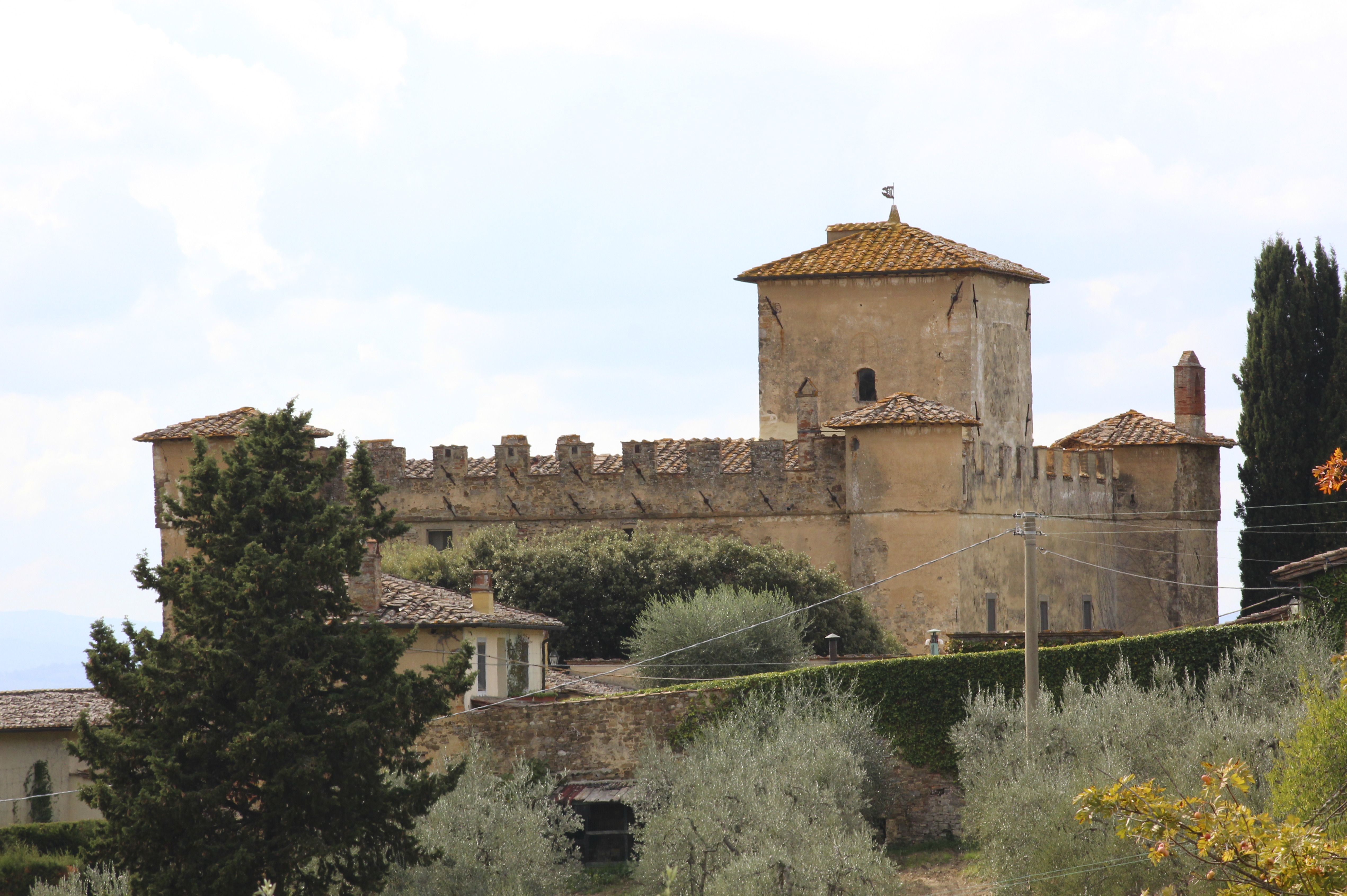
Le château de Panaretta
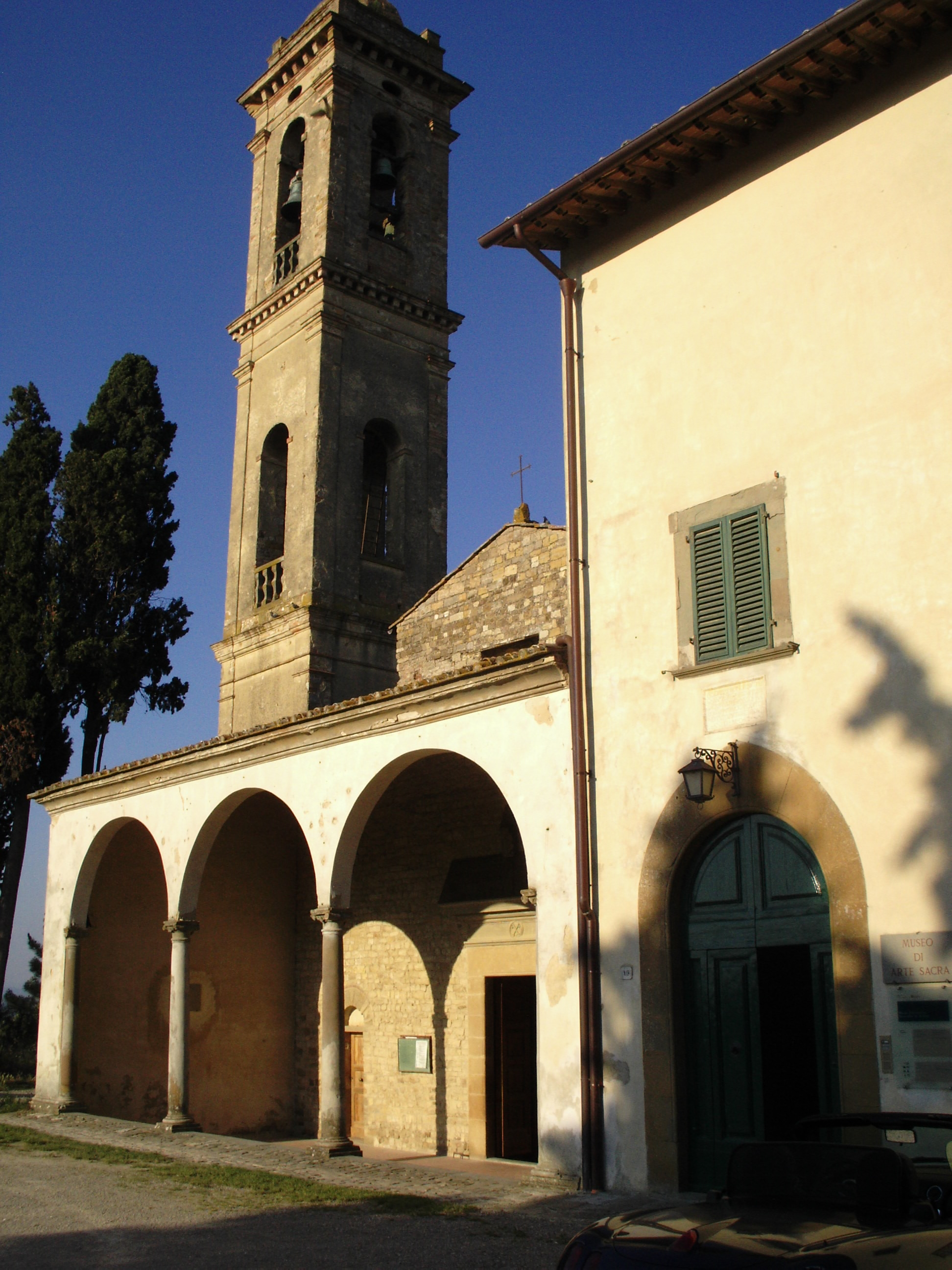
Le musée d'art sacré